# Territorio Virgen
Territorio Virgen (en inglés Virgin Territory)  es un programa de televisión estadounidense de telerrealidad emitido por el canal MTV. El programa muestra las historias de la vida real de 15 jóvenes de todo Estados Unidos, y explora las complejidades de las relaciones y una de las decisiones más complicadas y emocionales de su vida: mantener relaciones sexuales o permanecer virgen. Cada episodio dura una hora, y en cada episodio se da conocer todos los ámbitos de la vida de cuatro jóvenes. La serie se estrenó en MTV en julio de 2014.